# Parque nacional de Than Bok Khorani
El Parque nacional de Than Bok Khorani también escrito Parque Nacional de Than Bokkhorani (en tailandés: อุทยานแห่งชาติธารโบกขรณี) Es el nombre que recibe un espacio natural protegido con estatus de Parque nacional en el país asiático de Tailandia. Esta concretamente en el distrito de Ao Luek, subdistrito de Khao Thong, y en el distrito de Mueang Krabi Provincia de Krabi. Fue establecido en el año 1998.

## Geografía
Posee una superficie estimada en 121 kilómetros cuadrados. Se compone de montañas de piedra caliza, bosques siempre verdes, bosques de manglares cuevas e islas marítimas.
Una de las principales atracciones es un arroyo natural que fluye hacia una gran piscina, que se encuentra a diferentes niveles. Rodeado de bosques sombreados Al norte de Than Bok Khorani Hay una réplica de la llamada «huella del Buda» tallada en madera.
En los acantilados y las paredes de las cuevas en las islas grandes y pequeñas en medio del bosque de manglares, el parque nacional posee además diversas  pinturas prehistóricas. También se encuentran en el parque las Islas Hong un archipiélago que en general es de piedra caliza y esta rodeado de arrecifes de coral en niveles de agua poco profundos y profundos adecuados para el buceo, la pesca y el turismo.

## Historia
En el año 1955, el gobernador de Krabi propuso al Departamento Forestal Real Configurar el espacio como un arboreto. Se propuso entonces crear el parque "Than Bok Khorani" que junto con el área cercana sería un parque nacional, y luego transformado en Parque Marino en 1995 hasta que se estableció como parque nacional en la Gaceta del Gobierno, Volumen 115, Sección 67 Kor, de fecha 30 de septiembre de 1998.

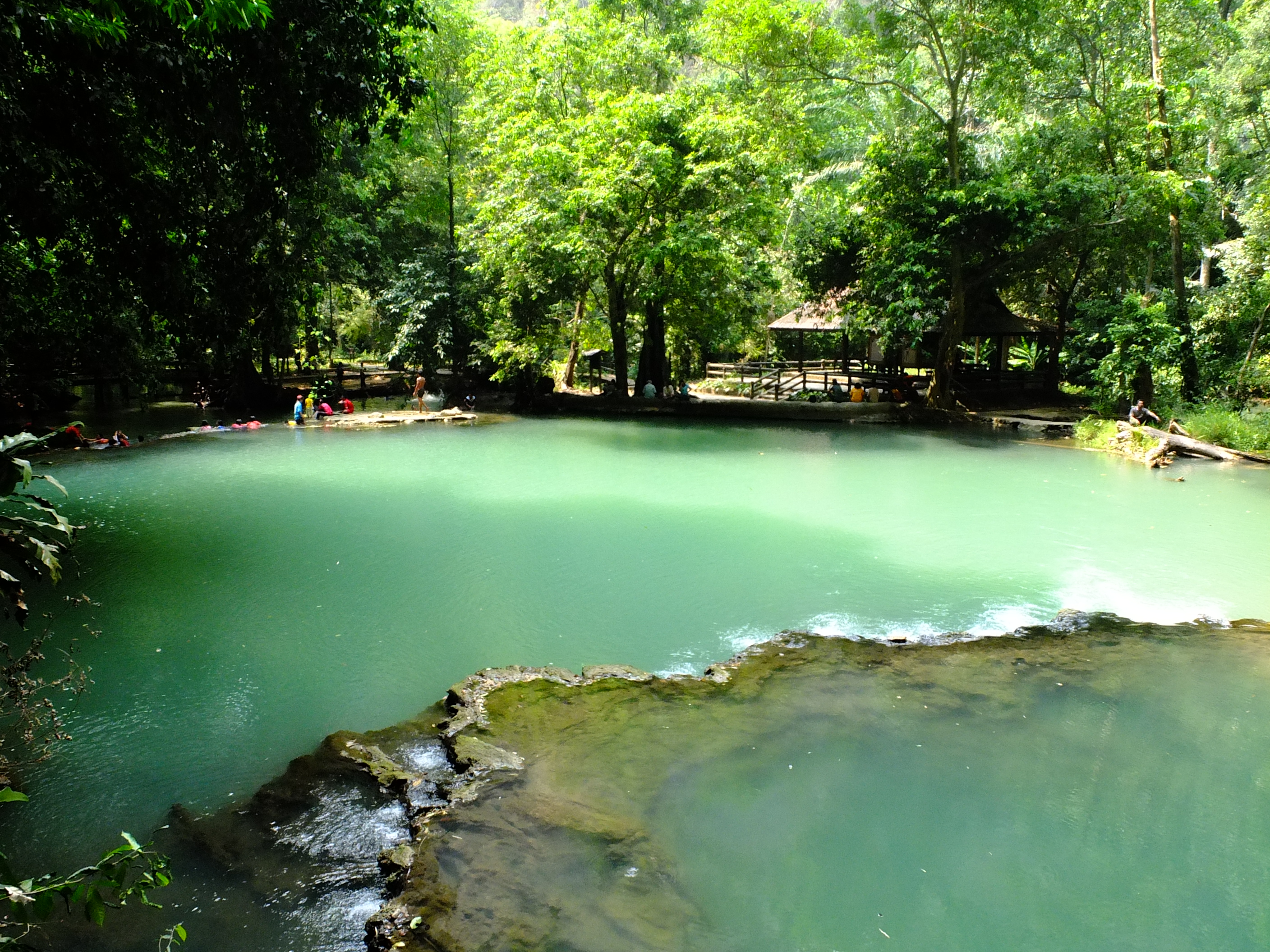
Una de las piscinas naturales en el parque